# Muladhara

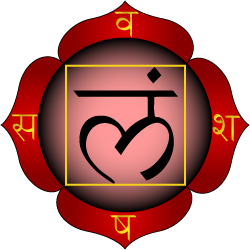
Het Eerste Chakra, voorgesteld met vier bloembladen met de letters uit het Sanskriet va, scha, sha, en sa. De zaadlettergreep in het midden is lam. De tattva (heilige waarheid) van de aarde is gesymboliseerd met het gele vierkant.

Muladhara (मूलाधार) is Sanskriet voor wortel en is het eerste chakra volgens de tradities binnen het hindoeïsme en yoga, waarbinnen chakra's lichamelijke, emotionele en spirituele componenten bevatten.
Muladhara bevindt zich onder het staartbeen, net boven de kringspier en legt de verbinding tussen de mens en de aarde. De betekenis die aan dit chakra wordt gegeven, is dat er de basis wordt gelegd tussen het lichaam, de aarde en de manier waarop iemand zich in de wereld beweegt.

## Spirituele betekenis

### Lichamelijk
Op lichamelijk gebied hoort het eerste chakra bij: problemen met onderrug, dikke darm, botten, heupen, billen. Al deze delen horen bij het onderste deel van het lichaam en het bekken, waar ook het chakra zelf zich bevindt. Dit zijn veelal de massieve delen die ondersteuning en de basis bieden.

### Psychisch
Psychisch gezien wordt het eerste chakra gelinkt met veiligheid, basisvertrouwen, financiële zekerheid (geruststelling in basisbehoeften) en begrenzing, waarbij men eerst de grenzen van zijn mogelijkheden moet afbakenen, om die later uit te kunnen breiden. Persoonlijke grenzen aangeven behoort eveneens bij dit chakra.

### Symbolisch
Muladhara wordt geassocieerd met de volgende symbolen:
- Goden: Ganesha, Indra, Brahma en Dakini
- Element: aarde
- Kleur: rood
- Dier: de olifant Ganesha, met zeven slurven.
- Lichaamsdelen: anus, neus, hamstrings, kuit, voeten
- Planeet: Mercurius

## Alternatieve namen
- Tantra's: Adhara, Brahma Padma, Bhumi Chakra, Chaturdala, Chatuhpatra, Muladhara, Mooladhara, Mula Chakra, Mula Padma
- Veda's (latere Upanishads): Adhara, Brahma, Muladhara, Mulakanda
- Purana's: Adhara, Muladhara